# Via Ardiente
Via Ardiente – drugi album muzyczny zespołu Komety, wydany 16 sierpnia 2005 roku przez wytwórnię Jimmy Jazz Records. Płytę zespół nagrał w składzie: Lesław (śpiew i gitary), Arkus (perkusja), Pablo (gitara basowa, kontrabas, śpiew). Na płycie znalazły się również takie instrumenty jak: trąbka (Rafał Gańko), wibrafon (Robert Srzednicki), pianino (Piotr Zabrocki), tamburyn (Artur Szolc). Płyta została wydana także w wersji angielskojęzycznej.

## Spis utworów
1. "Ursynów Calling" – 2:45
2. "Nie wiem" – 3:23
3. "Bezsenne noce" – 4:42
4. "Traktuj mnie źle" – 4:49
5. "Miasto turystów" – 3:36
6. "Ostatnie lato XX wieku" – 1:52
7. "Runing Wild"[a] – 2:58
8. "W pułapce" – 2:52
9. "Via Ardiente" – 3:41
10. "To samo miejsce" – 3:07